# Carl Orff
Carl Orff (München, 10 juli 1895 – aldaar, 29 maart 1982) was een Duits componist, muziekpedagoog en theaterman.
In Dießen am Ammersee ten zuiden van München is het Carl Orff Museum gewijd aan zijn werk en leven.

## Biografie
Vanaf zijn vijfde jaar studeerde Carl Orff piano, slagwerk, cello en orgel. Op deze jonge leeftijd schreef hij ook zijn eerste compositie. Hij studeerde aan de Staatliche Akademie der Tonkunst in München om daarna als componist vooral te werken aan muziek voor piano en zang. Hiernaast was hij werkzaam als muziekpedagoog; in 1924 stichtte hij met Dorothee Günther de Güntherschule. Hiervoor schiep hij het naar hem genoemde Orff-Schulwerk.
Voor de Olympische Spelen van Berlijn (1936) schreef hij Kinderreigen, voor de Olympische Spelen van München (1972) schreef hij Gruß der Jugend. Met Gunild Keetman publiceerde hij vijf bundels muziek uit Musik für Kinder. Kinderen moesten zichzelf door muziek leren kennen. Orffs werk werd later ook in de Heilpedagogiek gebruikt.
Orff is vooral bekend door zijn compositie Carmina Burana uit 1937, die het eerste deel van de trilogie Trionfi (triomf) is. De twee andere delen zijn Catulli Carmina en Trionfo di Afrodite. Zijn werk De temporum fine comoedia (Het spel van het einde der tijden), voor groot gemengd koor, knapenkoor en orkest, ging op 20 augustus 1973 tijdens de Salzburger Festspiele onder leiding van Herbert von Karajan in première.
In Nederland behoorde de Delftse musicus en muziekpedagoog Pierre van Hauwe tot de grootste promotors van het Orff-Schulwerk. Zijn muziekmethode "Spelen met Muziek" combineert de uitgangspunten van het Orff-Schulwerk met de muziekmethode van de Hongaar Zoltán Kodály.
Orff kreeg zijn laatste rustplaats in de Abdij van Andechs, Beieren.

## Werken

### Voor het theater
- Gisei – Das Opfer (naar het Japanse drama van Terakoya), Muziekdrama, op. 20 (Jeugdwerk van 1913; première: 30 januari 2010, Staatstheater Darmstadt)
- Trionfi
  - Carmina Burana (1937)
  - Catulli Carmina (1943)
  - Trionfo di Afrodite (1953)
- Märchenstücke
  - Der Mond, ein kleines Welttheater (1939)
  - Die Kluge (1943)
  - Ein Sommernachtstraum (1917, 1939, 1952, finale versie 1962, première 1964)
- Bairisches Welttheater
  - Die Bernauerin (1947)
  - Astutuli, eine bairische Komödie (1953)
  - Comoedia de Christi Resurrectione, Osterspiel (1956)
  - Ludus de nato Infante mirificus, Weihnachtsspiel (1960)
- Theatrum Mundi
  - Antigonae (1949)
  - Oedipus der Tyrann (1959)
  - Prometheus (1968)
  - De temporum fine comoedia – Das Spiel vom Ende der Zeiten (1973, nieuwe versies 1979, 1981)

### Ander werk
- Orff-Schulwerk: Musik für Kinder (met Gunild Keetman; 1930–1935, nieuwe versie 1950–1954)
- Cantates
  - Drei Kantaten naar Franz Werfel (1929/30, nieuwe versie 1968)
  - Zwei Kantaten naar Bertolt Brecht (1930/31, nieuwe versie 1973/1968)
- Bewerkingen
  - Lamenti naar Claudio Monteverdi:
    - Orpheus (1924; nieuwe versie 1939)
    - Klage der Ariadne (1925, nieuwe versie 1940)
    - Tanz der Spröden (1925, nieuwe versie 1940)

  - Entrata für Orchester, naar The Bells van William Byrd (1928, nieuwe versie 1941)
- Carl Orff (Text), Gunild Keetman (Musik): Die Weihnachtsgeschichte (comp. 1948), Musikverlag Schott, Mainz, 1952 (Schott ED 3565)[18]